# Germanías
Les Germanías (en espagnol) ou Germanies (en catalan) sont un ensemble de révoltes armées survenues indépendamment contre le pouvoir royal et celui des seigneurs féodaux dans le royaume de Valence, entre 1519 et 1522, et dans le royaume de Majorque, entre 1520 et 1523, c'est-à-dire au début du règne de Charles Ier d’Espagne (plus connu comme Charles Quint).
La révolte des agermanats (nom que se donnent les insurgés) est un des éléments déclencheurs de l'accélération du processus centralisateur et de la perte de pouvoir de l'oligarchie nobiliaire valencienne,. Elles se déroulent parallèment à la guerre des Communautés de Castille de 1520-1521, qui auront des conséquences similaires.
Selon Miguel José Deyá Bauzá, de l'université des Îles Baléares, « la première caractéristique des Germanías est la prédominance des classes ouvrières urbaines, auxquelles se sont joignent ensuite –— surtout dans le cas majorquin — les secteurs les plus défavorisés de la paysannerie. Il semble clair que les Germanías font partie de l'un des derniers chapitres de la crise de la municipalité du bas Moyen Âge ».

## Nom
Ces révoltes tirent leur nom du terme germania, mot catalan (langue vernaculaire des deux territoires impactés) signifiant « fraternité, confrérie », attesté en 1527, c'est-à-dire au moment des troubles. Pour les nobles, le terme de germania était foncièrement dépréciatif et incarnait le bas peuple, la plèbe, et ils l'utilisèrent également pour désigner de façon générale les brigands.
Le terme agermanat (« fraternisé ») pour désigner les participants à la rébellion est attesté dès 1521.
Les Germanies par antonomase sont les premières, celles du Pays valencien.

## Royaume de Valence

### Causes
La croissance économique du royaume de Valence et en particulier de sa capitale Valence au XVe siècle n'avait pas bénéficié aux classes populaires, exclues de l'administration de la cité étant donné que les six jurats étaient monopolisés par le patriciat urbain (4 membres) et la petite noblesse des cavallers i generosos (2), comme le reste des offices municipaux. De plus, les artisans, formant le gros de ce bas peuple, souffraient de la concurrence des marchandises importées par les compagnies étrangères établies à Valence et, surtout, des produits élaborés sur demande de commerçants-entrepreneurs par des travailleurs hors du système corporatif des gremis, déjà en crise à cause d'un nombre excessif de  maîtres de guilde. Les représentants des corporations de cardeurs et de tisserands s'en étaient déjà plaints en 1510 dans un mémorial adressé au roi Ferdinand II « le Catholique »,.
Le principal porte-parole de ces revendications était le cardeur Joan Llorenç — premier meneur de la Germania — qui demandait que les artisans puissent être jurats, en prenant explicitement comme modèle des cités-États comme Gênes ou Venise. L'idée n'était pas nouvelle et il est possible que Llorenç l'ait reprise du douzième volume de Lo Crestià de Francesc Eiximenis dans lequel il affirmait (en catalan) que « désormais il n'y aura plus de rois, ni de ducs, ni de comtes, ni de nobles, ni de grands seigneurs, mais que désormais et jusqu'à la fin du monde la justice populaire régnera sur le monde entier, et le monde entier sera par conséquent divisé en communes, tout comme Florence et Rome et Pise et Sienne et d'autres cités d'Italie et d'Allemagne sont gouvernées aujourd'hui » — les historiens ont pu confirmer que, de fait, certains agermanats possédaient des copies d'œuvres d'Eiximenis —,. Ce que Llorenç entendait par l'entrée des artisans dans les jurats était, comme il l'écrit dans une lettre à Guillem Sorolla, un autre des futurs dirigeants de Germania, de réformer le « mauvais gouvernement » (mal govern) des jurats et des officiers royaux. En effet, les jurats résistaient à se conformer à l'ordre du roi Ferdinand le Catholique formulé en 1515 d'armer les guildes pour faire face à la piraterie barbaresque, car armer le poble menut (« petit peuple ») représentait une menace encore plus grande pour les classes dirigeantes, crainte qui devint réalité avec la révolte des Germanías,.

### Création de laGermaniaet début de la rébellion
En 1519, une épidémie de peste noire éclata à Valence, ce qui poussa une partie des autorités à abandonner la ville pour éviter la contagion. Elle coïncida avec une crise de subsistance, provoquée par les pluies et l'inondation de 1517, et la menace d'une éventuelle attaque des pirates barbaresques, dont les incursions sur le littoral valencienne étaient très fréquentes. Pour les affronter, les gremis — corporations de métiers — reçurent l'ordre de s'armer (ratifiant un ordre du roi Ferdinand le Catholique de 1515), occasion dont elles profitèrent pour tenter d'imposer une vieille revendication : entrer dans le gouvernement de la ville, monopolisé par le patriciat urbain, qui disposait de quatre jurats, et par la petite noblesse, cavallers i generosos, qui en comptait deux,,. Dans ce contexte, les corporations commençèrent à faire étalage de leur puissance à travers plusieurs défilés militaires et la constitution le 25 novembre. En réponse à l'émeute du 7 août, au cours de laquelle la cathédrale fut prise d'assaut pour arrêter un prétendu « sodomite », qui fut ensuite exécuté, le gouverneur (es) de Valence interdit les réunions et les défilés, et les gremis — corporations de métiers — répondirent en formant la Germania (« Confrérie ») le 29 septembre.

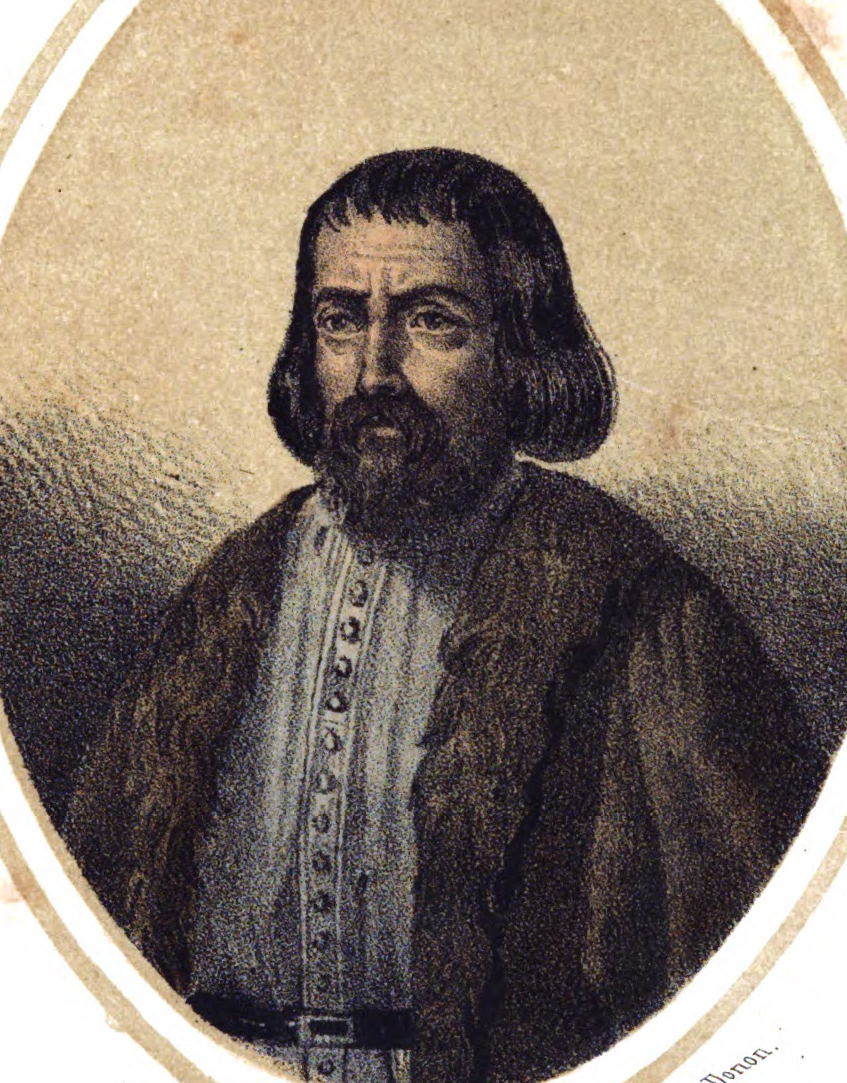
Portrait de Guillem Sorolla, l'un des agermanats, tisserand de laine de profession, dans Los mártires de la libertad española (1853).

Afin d'obtenir la reconnaissance de la Germania par le roi Charles Ier — futur empereur Charles Quint, qui avait accédé au trône de la monarchie espagnole trois ans plus tôt, après la mort de son grand-père Ferdinand le Catholique — une commission d’agermanats, composée de Joan Llorenç, Guillem Sorolla, Joan Caro et Joan Coll, se rendit à Molins de Rei, où se trouvait alors le jeune monarque (âgé de 19 ans). Il les reçut le 4 novembre et le 25 il décida de légaliser la Germania en échange de l'acceptation par le bras royal (les représentants des villes et villages sous juridiction royale) du serment des fors, obligatoire pour tout monarque au début de son règne, par délégation, sans nécessité de se rendre à Valence. Dans sa décision pesa le fait qu'à cette époque il était davantage intéressé par son projet d'élection à Aix-la-Chapelle comme empereur du Saint-Empire romain germanique. Après cette reconnaissance, la Germania fut organisée et présidée par la Junta dels Tretze (le 'Conseil des Treize', sur le modèle du Conseil des Dix de la république de Venise selon un chroniqueur), formée de treize syndics des gremis choisis par tirage au sort et avec un mandat annuel ("aquestos tretze vingueren a tenir lo mando de tota València", écrivit un chroniqueur). Cependant, le 4 janvier, le roi rétrocéda, suivant les demandes de la noblesse et du patriciat urbain de dissoudre la Germania — et également que le roi se rende à Valence pour prêter personnellement le serment des Fors — et après avoir reçu des rapports défavorables aux agermanats de la part des deux personnes qu'il avait envoyées à Valence pour prêter serment sur les Fors par délégation. La Junta dels Tretze protesta et le roi Charles, pressé de se rendre en Allemagne où il espérait être couronné empereur (ce qui eut effectivement lieu le 20 octobre), finit par transiger et mandata à Valence l'un de ses principaux conseillers, Adrien d'Utrecht, également dans le but de lui faire prêter serment sur les fors par délégation.

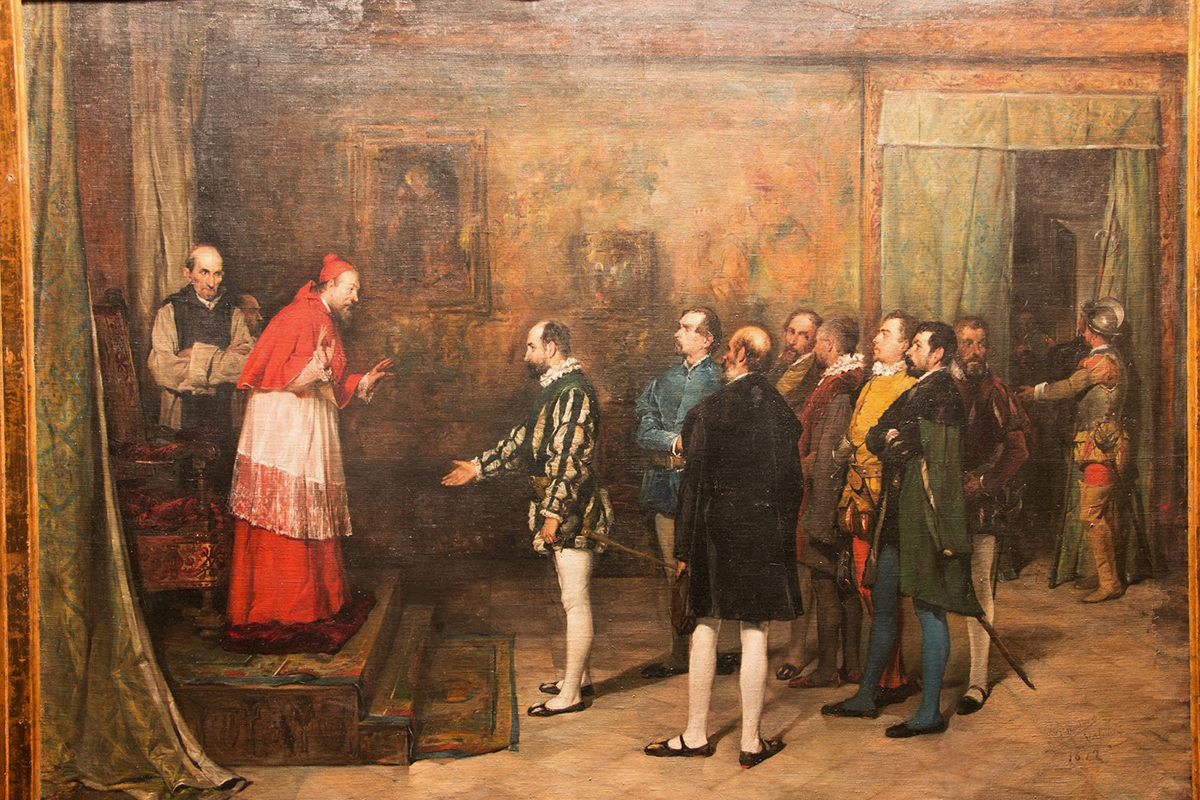
Tableau de José Benlliure de 1872 représentant le moment où Adrien d'Utrecht reçoit la Junta dels Tretze.

Adrien d'Utrecht s'entretint avec la Junta dels Tretze, mais ne prit aucun engagement, davantage intéressé par gagner du temps. Les Tretze exigèrent que fût nommé un jurat en représentation des gremis, mais la décision du roi fut d'envoyer une liste de la ceda (la procédure établie depuis un siècle pour nommer les six jurats, quatre citoyens et deux de la petite noblesse) et de nommer comme vice-roi de Valence du noble castillan Diego Hurtado de Mendoza (un « étranger », selon les protestations des Tretze) que Charles Ier chargea d'une triple mission : obtenir le serment de fidélité du braç royal, imposer la ceda et dissoudre la Junta dels Tretze. Les agermanats choisirent de résister, ce qui finit par dériver en une rébellion ouverte. Les unités militaires de la Germania, organisées quelques mois auparavant (avec son capitaine général, ses colonels et sescapitaines), prirent les rues de Valence à la fin du mois de mai et obtinrent que le Consell General choisît deux jurats populaires (un chirurgien et un velluter). Le vice-roi Hurtado de Mendoza, soutenu par la noblesse, tenta de faire annuler l'élection et de dissoudre la Germania, mais se vit obligé à fuir de la ville, en se réfugiant début juin à Xàtiva, où il refusa de recevoir une ambassade envoyée par les Tretze, qui finirent par occuper toutes les postes à responsabilité de la ville, y compris le Racional, qui incomba à Joan Caro,,.

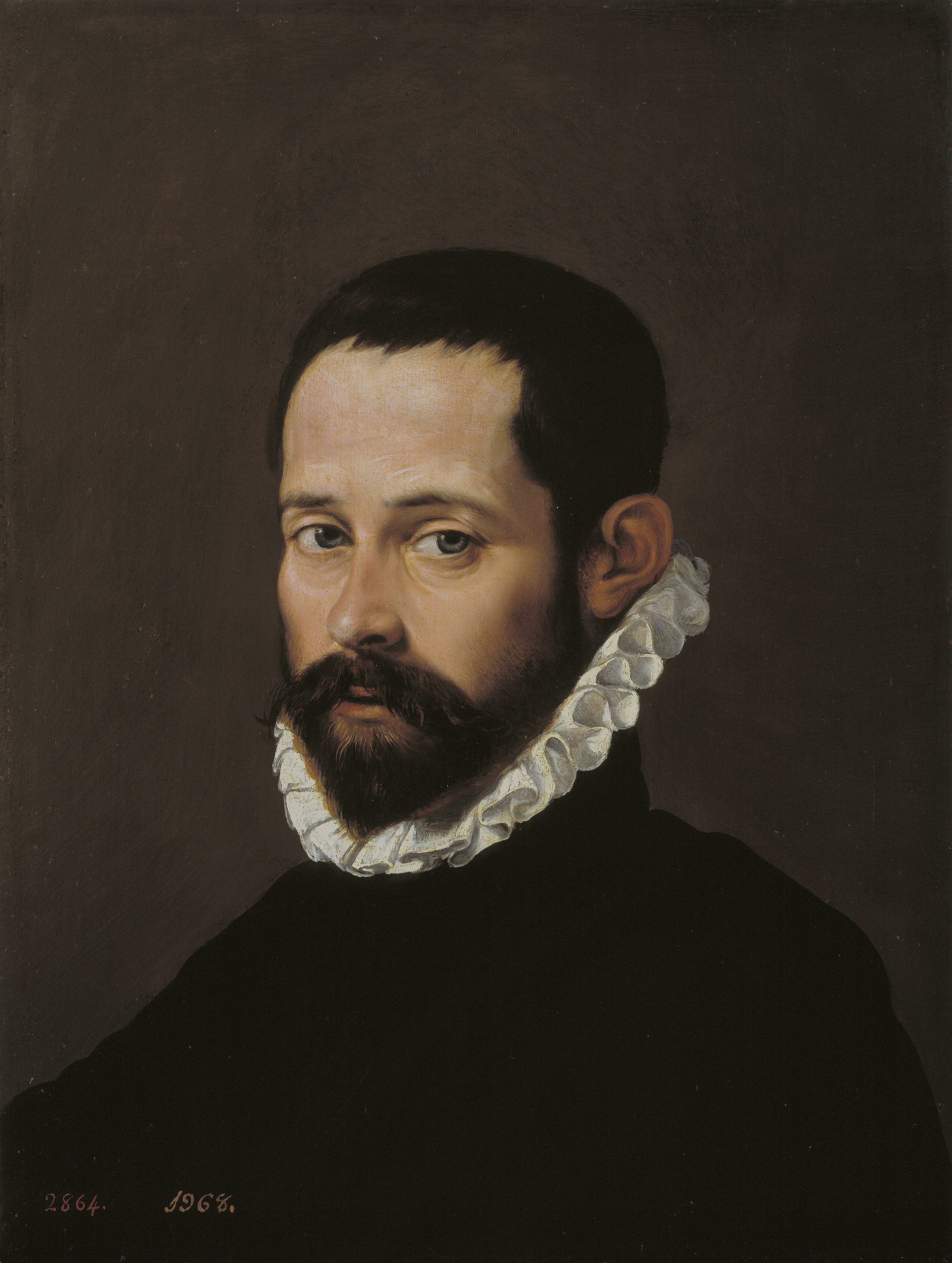
Portrait du noble castillan Diego Hurtado de Mendoza nommé par le roi vice-roi de Valence, et dénoncé comme un « étranger » par la Junta dels Tretze.

Pendant ce temps, des envoyés de la Germania, prétendant avoir été autorisés par le roi, avaient propagé la rébellion à d'autres localités du royaume, où ils formèrent à leur tour leurs propres Germanies, présidées par des conseils eux aussi composés de treize membres, sur le modèle de la Junta de la capitale et subordonnées à cette dernière. Celles rattachées à une seigneurie (laïque ou ecclésiastique) adoptèrent un programme antiféodal plus radical,,. Dans ces zones rurales, le rôle de premier plan fut initialement tenu par les laboureurs aisés, désireux de s'affranchir ou du moins de réduire le pouvoir seigneurial, mais ils furent bientôt submergés, comme cela se produisit dans les centres urbains, par les secteurs les plus radicaux, qui réclamaient l'abolition de toutes les rentes, se livrant au pillage des terres seigneuriales et baptisant de force de leurs vassaux mudéjars. Cette tournure prise par les évènements est un facteur supplémentaire et peut-être décisif expliquant l'alignement total de la noblesse valencienne, dirigée par le duc de Gandia et le comte d'Oliva, avec le camp royaliste.
L'expansion du mouvement agermanat hors de la capitale coïncida avec les préparatifs militaires du vice-roi, installé à Dénia, où s'étaient réfugiés les jurats valenciens opposés à la révolte. À la mi-août 1520, il s'était réuni avec la noblesse, alors complètement rangée du côté des royalistes, au monastère de Santa María de la Valldigna. Dans une ultime tentative de trouver une solution négociée, les Tretze envoyèrent en juin 1521 le frère du vice-roi, Rodrigo (es), marquis de Zenete, qui était resté à Valence et avait adopté une position ambiguë, pour le rencontrer. Le vice-roi se montra inflexible (son frère se réconcilia avec lui) et réitéra ses conditions : la dissolution des Tretze, la démission des jurats et le dépôt des armes. Les rebelles répondirent fut le pillage des résidences des nobles et la destruction des titres de propriété. Dès lors il n'y avait d'autre alternative que la guerre.

### Guerre et défaite desagermanats

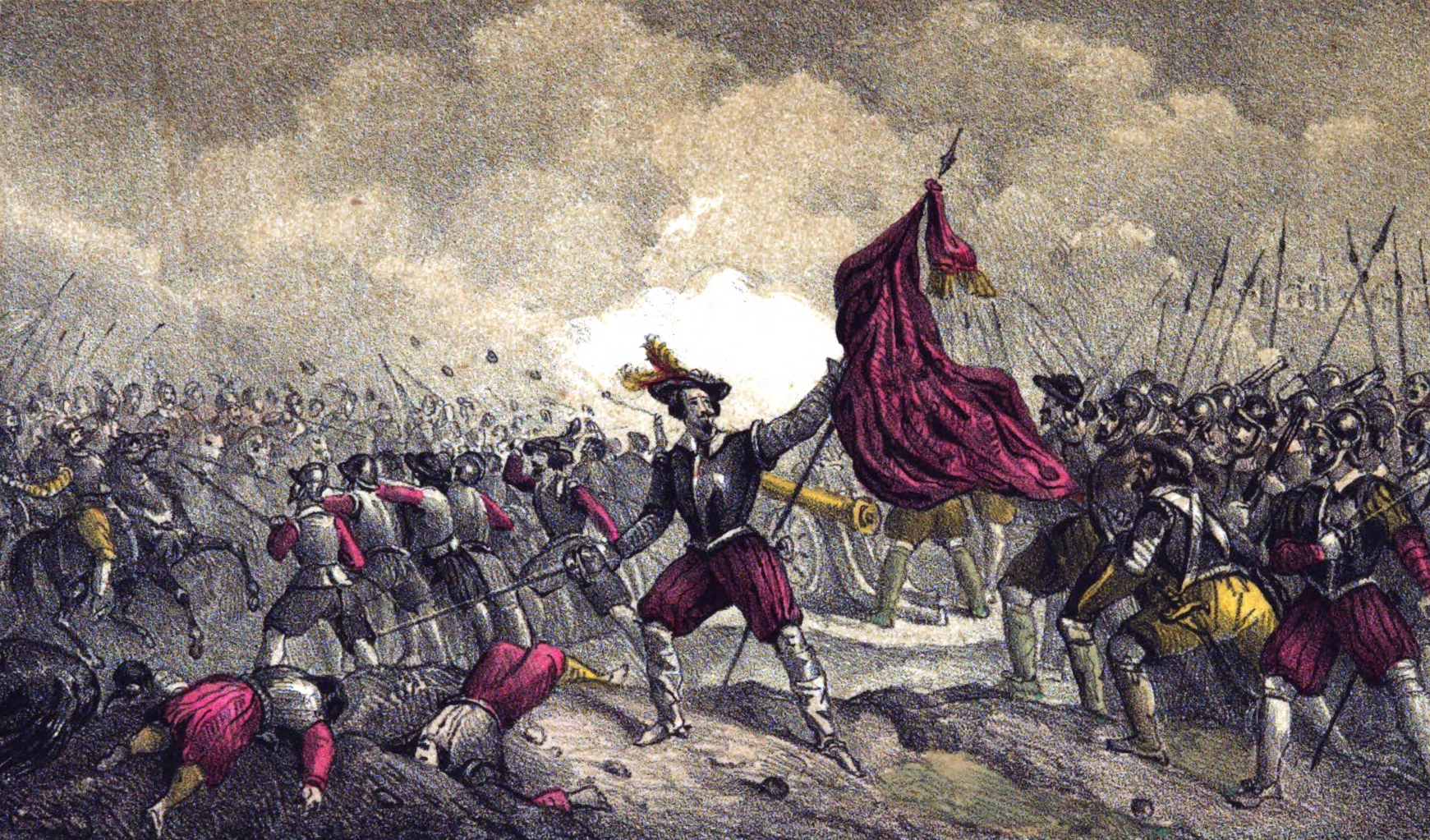
Bataille de Gandia (1521).

Le premier objectif des agermanats fut d'occuper la moitié nord du royaume pour empêcher le vice-roi de recevoir des renforts depuis la principauté de Catalogne. Une armée d'environ 2 000 hommes fut rassemblée sous le commandement du charpentier Miquel Estellés, mais elle fut vaincue parles troupes d'Alphonse (en), duc de Segorbe et comte d'Empúries, tout d'abord lors du siège de Sant Mateu, puis dans les batailles d'Oropesa (es) (4 juillet 1521) et d'Almenara (es) (18 juillet 1521), après laquelle les troupes royalistes furent cantonnées à Peníscola. L'une des clés de la défaite fut que les agermanats furent incapables de recruter de nouvelles troupes en raison de la faible implantation de la Germania dans cette partie du royaume. Ils eurent initialement plus de succès dans leur second objectif : dominer la moitié sud du royaume. Une armée sous le commandement d'Esteve Urgellés prit le château de Xàtiva le 14 juillet et neuf jours plus tard une autre armée commandée par Vicent Peris vainquit l'armée royaliste, dans laquelle combattaient également des mudéjars comme mercenaires, commandée par le vice-roi lui-même dans la bataille de Gandia (es) — seule bataille rangée du conflit —. Cependant, Peris ne sut pas tirer profit de sa victoire, car il se consacra à baptiser de force les Mudéjars, ce qui serait imité dans de nombreux autres endroits, et à piller la huerta de Gandia et les régions voisines jusqu'à la Canal de Navarrés. Une armée de 6 000 hommes qui tentait de prendre Orihuela, la capitale de l'autre gouvernorat du royaume, fut vaincue par l'armée royaliste sous le commandement de Pedro Fajardo y Chacón (es), marquis de los Vélez, le 29 août 1521 à la bataille d'Orihuela (en). Il y eut environ deux mille morts. Après leur victoire, les royalistes menèrent une brutale répression — une quarantaine d'agermanats furent exécutés — et le tiers sud du royaume, jusqu'à Ontinyent, resta en leur pouvoir,.

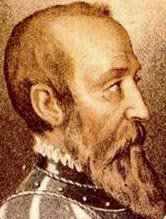
Rodrigo Díaz de Vivar y Mendoza, marquis de Zenete et frère du vice-roi. Il accepta le poste de gouverneur de Valence qui lui était offert par la Junta dels Tretze, qui fut ensuite dissoute.

Pendant ce temps, dans la capitale, les promoteurs initiaux de la Germania, dont la plupart appartenaient au secteur le plus aisé de la classe des artisans et de la petite bourgeoisie urbaine et dont certains étaient même des ciutadans honrats (es), s'en éloignèrent à cause de la radicalisation que représentaient les Peris, Urgellés et Estellés. Le 29 juin, dix jours seulement après le début de la guerre, ils offrirent le poste de gouverneur de Valence au marquis de Zenete, qui l'accepta le 4 juillet, puis, le 30 juillet, ils procédèrent à la dissolution de la Junta dels Tretze. Vicent Peris, qui n'avait pas participé à la bataille d'Orihuela, retourna à Valence pour éviter la capitulation, mais son armée fut défaite à Morvedre le 11 octobre et il parvint à s'échapper à Xàtiva. Trois jours plus tard, Valence se rendait aux forces royalistes et le 19, les deux jurats agermanats démissionnèrent, donnant lieu à de nouvelles élections dans lesquelles seuls les ciutadans honrats et les cavallers i generosos (la petite noblesse) se présentèrent. Peris fit encore une dernière tentative désespérée pour faire réactiver la Germania dans la capitale mais il échoua et fut exécuté le 4 mars 1522,.

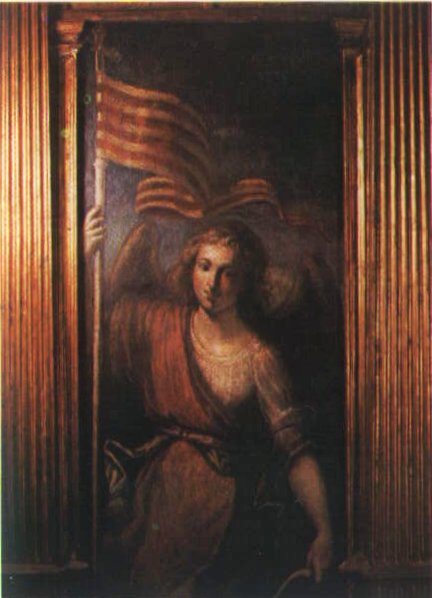
Ange gardien portant le drapeau à quatre barres. Emblème du braç royal des Corts qui apparaît sur le retable de la chapelle du palais de la Generalitat, œuvre de (1607). Il s'agit du drapeau hissé par les agermanats.

Après la capitulation de Valence, il ne restait plus que deux foyers de rébellion dans le royaume : Xàtiva et Alzira. Puis la figure d'El Encobert fit son apparition : l'homme se présenta à Xàtiva en prétendant être le fils du prince Jean, héritier du trône des Rois catholiques disparu vingt-cinq ans auparavant ; il s'agissait en réalité d'un judéoconvers d'origine aragonaise appelé Antonio Navarro, mais qui réussit à faire croire à son histoire, donnant ainsi au mouvement agermanat un caractère millénariste qui contribua à le faire perdurer. Trois autres encoberts apparurent : un marchand de fruits andalou, également apparu à Xàtiva ; un deuxième, à Valence, fut exécuté en mars 1523 ; un troisième, Juan Bernabé, fut exécuté à Teruel le 1er août 1523. L'assassinat d'Antonio Navarro à Burjassot par des tueurs à gages en mai 1522 et, surtout, le retour en Castille de Charles Ier, désormais empereur du Saint-Empire romain germanique sous le titre de Charles Quint, scellèrent le sort de la rébellion. Sur ordre du roi-empereur lui-même, Xàtiva se rendit le 5 décembre, suivie d'Alzira deux jours plus tard après près d'un an de siège (en),,.

### Répression

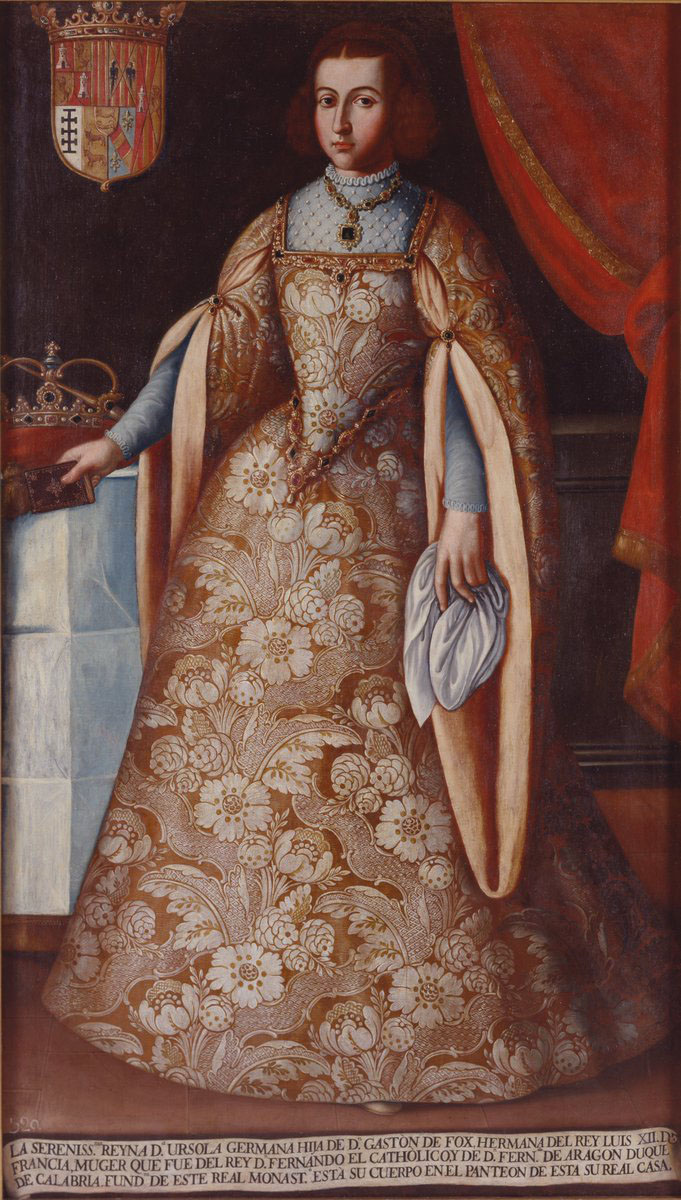
Portrait de Germaine de Foix, vice-reine de Valence. Elle aggrava la répression initiée par son prédécesseur Diego Hurtado de Mendoza, en révoquant le pardon général qu'il avait accordé.

Une dure répression fut menée contre les agermanats, surtout à partir de décembre 1523, lorsque Germaine de Foix, seconde épouse de Ferdinand le Catholique, mort sept ans plus tôt, devint vice-reine de Valence en remplacement de Diego Hurtado de Mendoza, car elle annula le pardon général accordé par son prédécesseur — qui n'avait fait exécuter que les chefs, soit une cinquantaine de personnes —, ce qui provoqua une fuite massive des agermanats. Au total, environ cent cinquante personnes furent exécutées, parmi lesquelles Vicent Peris, Guillem Sorolla et les différents encoberts, Juan Caro et Jaume Ros, et environ un millier d'autres insurgés furent exilés. Le chroniqueur Gaspar Escolano (es) rapporte que les potences en bois de la place du Marché de Valence (ca) durent être remplacées par d'autres en pierre par « crainte d'un sinistre si elles tombaient avec toute la masse humaine pendante. » Leurs biens furent confisqués et les municipalités insurgées, environ quatre-vingts, furent contraintes de s'acquitter de lourdes sanctions financières, dépassant au total le chiffre de 380 000 livres, soit plus de 360 000 ducats, dont environ un tiers revint à la ville de Valence — 36 000 ducats pour Xàtiva, 12 600 pour Alcoy, 12 400 pour Alzira et Morvedre 9 175 — ,. Parmi ceux qui subirent des représailles se trouvait le juriste Bartomeu Monfort, qui dut payer la somme astronomique de dix mille ducats, la même somme que devait payer le gremi des velluters, le plus sanctionnés de tous, suivis des cardeurs («paraires») et des tisseurs («teixidors»). Comme dans le royaume de Majorque, le paiement des sanctions se poursuivit durant plus de cinquante ans plus tard pour certaines villes.

### Conséquences
L'artisanat demeura définitivement tenu à l'ecart de la gestion de la cité. À la campagne, comme ailleurs en Europe à la même époque, un processus de reféodalisation affecta durement les paysans, déjà lésés par la répression de la révolte. Les conséquences économiques semblent avoir été modérées, malgré un léger tassement démographique ultérieur et un ralentissement de l'activité du port de Valence au bénéfice d'Alicante et de Barcelone. Selon les historiens Ernest Belenguer et Àngel Casals, « le problème des Morisques demeura le plus durable », car malgré leurs baptêmes forcés, et acceptés par l’Église, ces nouveaux chrétiens s'intégrèrent pas à la société chrétienne.

### Bilan
Dans les mots du médiéviste Antoni Furió, la révolte « réunit plusieurs luttes parallèles : celle des artisans et des petites gens contre l'oligarchie urbaine, celle des paysans contre les seigneurs, celle de l'uniformisme chrétien contre la singularité musulmane ». Ernest Belenguer et Àngel Casals insistent sur le fait que « les Germanies ne formaient pas un tout homogène. Le programme de 1519 n'est pas le même que le millénarisme des encoberts, et les intérêts des agermanats urbains ne sont pas identiques à ceux de leurs coreligionnaires soumis à un régime féodal. D'autre part, la modération de 1519 contraste avec le radicalisme de 1522-1523 ».
Quant à savoir s'il s'agissait d'une « révolution moderne » ou d'une rébellion aux caractéristiques encore « médiévales », Belenguer et Casals affirment que « les deux aspects sont étroitement liés : en contraste avec les positions avancées dans les revendications municipales d'assainissement et de démocratisation, on trouve une défense du système corporatif médiéval, menacé par le capitalisme marchand de l'époque moderne [...]. L'apparition du messianisme millénariste est également un archaïsme. ». En revanche, « l'approche et le développement de la guerre » sont pleinement médiévaux : « L'affrontement oppose l'armée noble, qui formait la cavalerie des armées médiévales, aux habitants des villes, qui composaient l'infanterie. Les agermanats manquèrent de cavalerie tout au long de la guerre, tandis que l'armée du vice-roi dut improviser des troupes à pied avec des mudéjars et des hommes venus de Catalogne, de Murcie et de Castille ».
Pour Berenguer et Casals, il s'agit à la fois d'une révolte et d'une révolution. Au départ, les agermanats cherchèrent à maintenir le dialogue avec la Couronne et à respecter la légalité. Ce n’est qu’après la rupture du dialogue avec le vice-roi et l’extension du conflit à tout le royaume, juridiquement soutenu par la lettre royale du 30 janvier 1520, que la situation bascula vers une véritable guerre de caractère antiféodal et révolutionnaire.
Les principales causes de l'échec du mouvement furent sa division, étant donné l'hétérogénéité des groupes sociaux constituant sa base, avec l'émergence de revendications contradictoires provoquant des réticences ou des refus internes, et la supériorité militaire des forces royalistes face à des insurgés manquant d'expérience et de moyens,.

## Royaume de Majorque

### Contexte
À la différence du royaume de Valence, celui de Majorque n'avait pas de Cortes et avait à la place le Gran i General Consell (en). Il avait réparti les impôts entre la ville de Majorque, seul centre urbain de l'île, qui serait chargée d'en payer les deux tiers, et la dite Part Forana (ca) (« Partie foraine » ou « étrangère »), le reste rural de l'île, qui en paierait le tiers restant. Toutefois, avec le temps cette distribution devint un lourd fardeau pour les paysans de la Part Forana car elle s'était dépeuplée, les habitants de l'île se concentrant dans la capitale du royaume.. Ce grief provoqua la « revolta dels Forans » de 1450-1453, écrasée par les mercenaires italiens (saccomanni) envoyés par le roi Alphonse IV « le Magnanime », et suivie d'une forte répression. Des décrets royaux de mai 1454 condamnèrent les forans à payer toutes leurs dettes et la moitié de la solde militaire de l'armée, à indemniser les ciutadans (petits nobles), à ne pas protester contre le pillage de leurs biens par les saccomanni et à payer une amende de 150 000 livres. Ces mesures aggravèrent encore le dépeuplement des campagnes et le déclin des petites villes. Les nobles profitèrent de la situation pour acheter une grande partie des propriétés de l'île.

### Rébellion

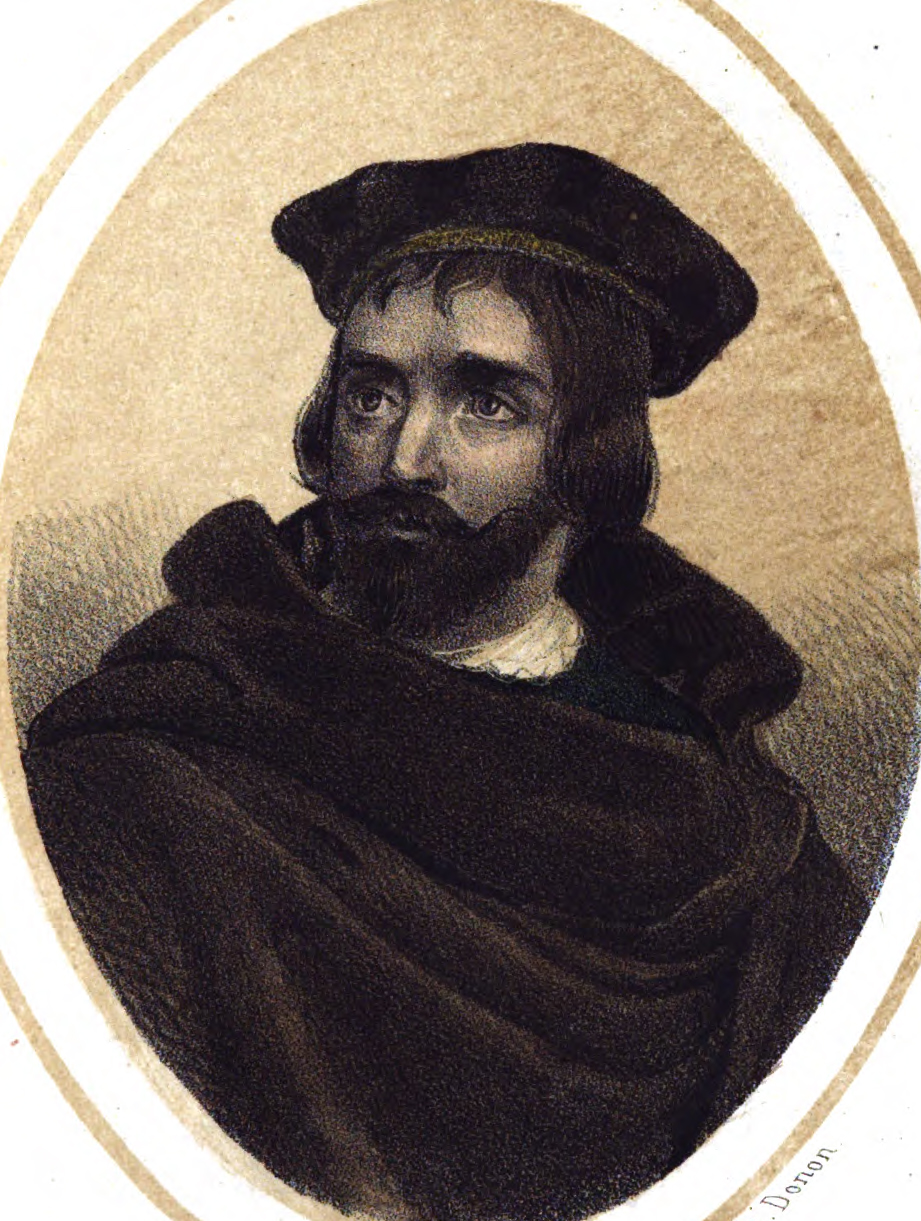
Portrait de Joanot Colom, chef du secteur radical des Germanías de Majorque (Los mártires de la libertad española, 1853).

Les Germanies du Royaume de Valence eurent des échos dans le royaume de Majorque, où un mouvement similaire éclata en février 1521 à la suite de l'emprisonnement de sept artisans sur ordre du gouverneur général Miguel de Gurrea.  Il se radicalisa rapidement, sous le commandement de Joanot Colom, remplaçant le modéré Joan Crespí dont l'objectif était la démocratisation du Gran i General Consell et la mise en œuvre d'une série de réformes qui allégeraient le paiement de la dette censitaire. Colom, qui finit par exécuter Crespí, alla bien plus loin et proposa la Santa Quitació (la non-reconnaissance de toute dette censitaire et son annulation sans compensation). Comme à Valence, une commission composée de treize personnes (la Tretzena) fut constituée, qui prit le contrôle de la ville de Majorque et destitua le gouverneur général, qui s'enfuit à Ibiza. Les nobles qui survécurent au massacre du château de Bellver se réfugièrent à Alcúdia, seule localitté majorquine restée fidèle au roi pendant l'année et demie durant laquelle les agermanats dominèrent l'île. En août 1522, le roi-empereur Charles envoya 800 hommes pour aider Gurrea, qui se rendit à Alcúdia pour soumettre l'île avec les nobles qui s'y joignirent à lui. En décembre, ils assiégèrent la capitale et le 8 mars 1523 les insurgés se rendaient avec la médiation de l'évêque. Malgré cette médiation, plus de 200 d'entre eux furent exécutés, tandis qu'un grand nombre d'autres s'enfuirent en Catalogne,.

## LesGermaniesdans l'art et la culture

### Chroniques d'époque

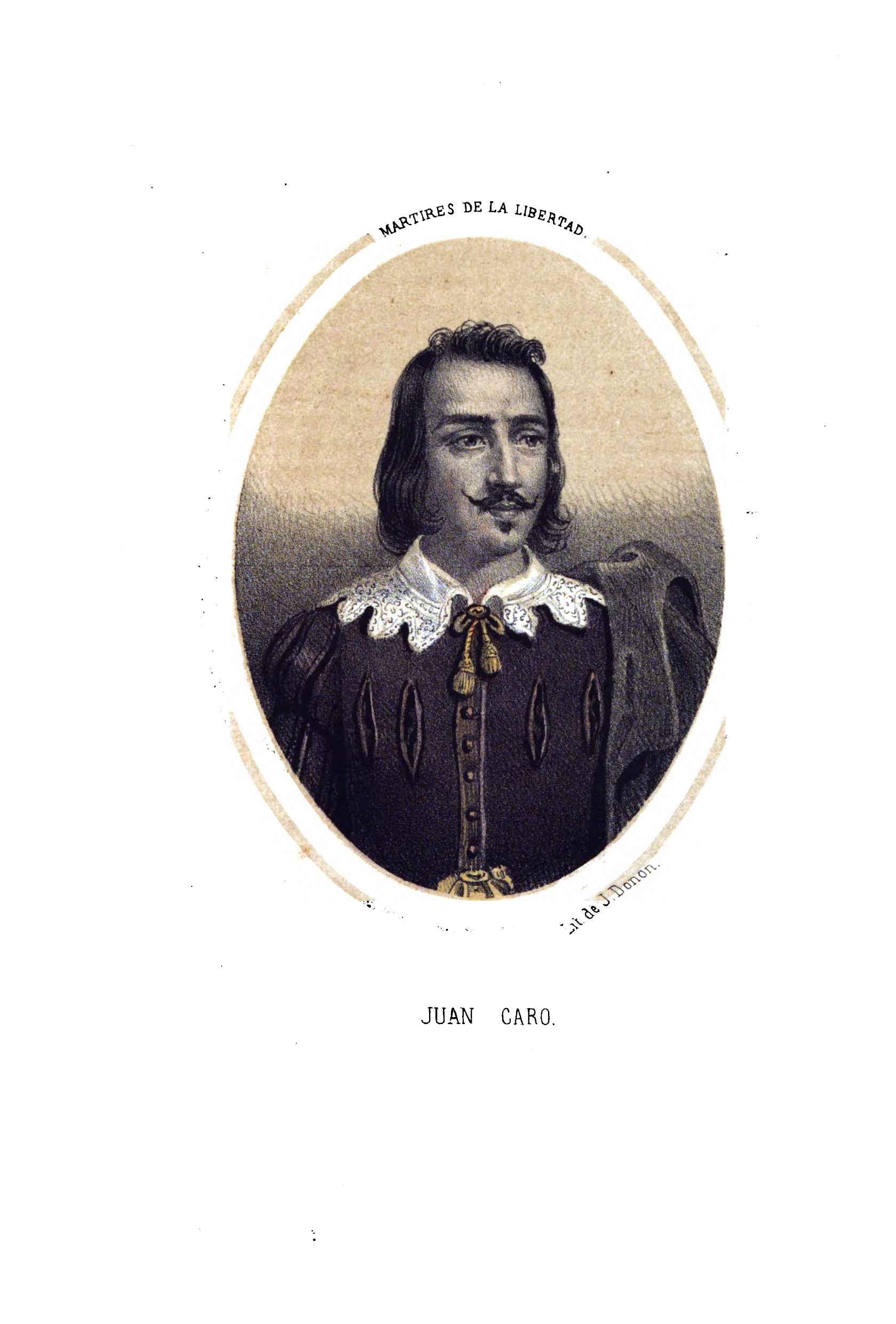
Joan Caro, leader modéré de Germania, considéré comme une « bonne personne » par le chroniqueur royaliste Guillem Ramon Català de Valeriola.

Il existe deux chroniques contemporaines des Germanies de Valence, écrites par deux personnes ayant participé aux événements depuis le camp royaliste (La General història de la Germania de Mallorca [« Histoire générale de la Germania de Majorque »] citée par Martí de Viciana n'a pas été conservée). Il s'agit de la Breu relació de la Germania de València du generós Guillem Ramon Català de Valeriola (c. 1490-1558) et de La Germania del menestrals de València ou Relació verdadera de les coses de la Germania de la Ciutat e Regne de València du notaire Miquel García — en plus de ces deux chroniques, il existe divers journaux écrits par des personnes appartenant à institutions municipales, ecclésiastiques et privées, comme celle de Pere Martí, bénéficiaire de la cathédrale de Valence, ou celle de Jeroni Sòria, marchand de draps d'origine génoise. 
La Breu relació de la Germania de València de Català de Valeriola est restée inédite jusqu'en 1984, date à laquelle elle a été publiée dans une édition de l'historienne Eulàlia Duran. L'auteur était membre de l'oligarchie urbaine qui détenait le pouvoir municipal (il appartenait à la bras militaire comme generós, nom donné aux membres de la petite noblesse qui n'avaient pas été armés chevaliers) et faisait partie de l'armée royaliste. Il participa à la bataille de Gandia, qu'il raconte à la première personne, et à la bataille d'Orihuela, se montrant très critique envers le vice-roi Diego Hurtado de Mendoza, qu'il accuse d'inefficacité, de passivité et de manque de courage, en contraste avec les éloges qu'il prodigue à son frère, le marquis de Zenete. Après la reddition de Valence, il fut élu jurat en cap (« premier jurat »). L'auteur montre une considération modérée voire favorable envers les agermanats dans un premier temps, puis change radicalement après le sac de Gandia et Vicent Peris est qualifié de « traître » et rendu responsable de tous les maux. Le texte ne fait pas mention de L'Encobert de Xàtiva, ni de Joan Llorenç. 
La Germania dels menestrals de Miquel Garcia est publiée en 1935 dans une édition de Josep Osset Merle. On sait très peu de choses sur la vie de ce notaire de la ville de Valence qui appartenait à la faction royaliste. Il raconte lui-même qu'après la défaite de la bataille de Gandia, il s'embarqua pour Dénia avec le vice-roi Diego Hurtado de Mendoza et plusieurs nobles, fuyant les troupes insurgées. Il fait un récit extrêmement négatif de ce qu'il apelle la «negra Germania» (« noire Fraternité »). 

### Dans l'époque contemporaine
La guerre des Germanies est un jalon important dans l'histoire du Pays valencien, qui eut d'importantes répercussions économiques et socioculturelles .  
Le sujet a été évoqué dans différentes œuvres littéraires et des références se trouvent même dans le champ politique.
Les Germanies sont le contexte de El encubierto de Valencia, de Vicent Boix et d'un conte de Blasco Ibáñez, Lo darrer esforç (1883),.
À partir des années 1970, la région est le lieu d'une grande efferverscence autour des questionnements identitaires et des revendications d'autonomie politiques. Une autre œuvre marquante est le roman Crim de Germania de Josep Lozano, publié en 1980, qui reçoit le  prix Andròmina de narrativa et permet à son auteur de se faire une place de premier ordre dans le panorama de la littérature catalane contemporaine,.
Germania Socialista est un groupe politique valencien marxiste fondé en 1970 dans la clandestinité. La revue Gorg (1969-1972) a publié un numéro monographique sur les Germanies. La ciutat de València, de Sanchis Guarner (dont la première édition remonte à 1972), inspirerait davantage de romanciers autour de l'histoire de la ville de Valence, comme Ferran Cremades i Arlandis. Moriscos i agermanats (1974), d'Eduard Císcar et Ricardo García Cárcel (es), est suivi par les différents ouvrages d'Eulàlia Duran (ca) sur la révolte, comme Cròniques de les Germanies (1985). D'autre part, le sujet ou d'autres connexes ont également reçu l'attention de plusieurs créateurs littéraires, comme Manuel Molins (Quatre històries d'amor de la reina Germana), ou Josep Gandia Casimiro (El Cortesà), publiés à des dates proches de Crim de Germania. Dans tous ces cas s’agissait d’expliquer et de penser la ville de Valence et le Pays valencien, dans une société en pleine transformation sociopolitique, à partir de son histoire mais aussi de son présent immédiat.